# Cloranolol
Cloranololul este un medicament din clasa beta-blocantelor neselective.